# Harry Jungbluth
Harry Alfred Jungbluth (Mons, 27 avril 1847 - Bruxelles, 27 mars 1930) est un lieutenant-général belge.
Il est le chef de la maison militaire du roi Albert Ier pendant de nombreuses années (1912-1930).

## Biographie
Harry Jungbluth est le fils de Mathieu Joseph Jungbluth, un allemand, et de Sara Isabelle Parker, une anglaise.
À partir de 1865, il dirige l'École militaire de Bruxelles, où il prend sa retraite comme lieutenant de l'artillerie (1871). Entre-temps, il avait obtenu la nationalité belge par le biais d'une procédure devant la mairie d'Ixelles (1868). En 1875, il est nommé officier d'ordonnance de l'état-major de l'armée belge .

### À la cour du comte de Flandre
Par l'entremise de l'état-major général, Jungbluth occupe le poste d'aide de camp du comte de Flandre, le prince Philippe (1868). Le prince Philippe confie à Jungbluth, avec d'autres officiers, la formation de son fils le prince Albert (1888). Jungbluth s'est retrouvé là par hasard, car il a dû remplacer au pied levé le capitaine Terlinden, gouverneur militaire du prince Baudouin, parti en mission. La princesse Marie, la mère des deux princes, n'a pas approuvé le choix de Jungbluth. Elle en a parlé au roi Léopold II. Elle se plaignait que Jungbluth était protestant dans la maison royale catholique de Belgique, qu'il avait des idées très libérales et n'avait aucune relation permanente avec une femme. Léopold II ne l'a pas écouté. Jungbluth est donc resté en fonction.
Après la mort du prince Baudouin (1891), Jungbluth est devenu le mentor du prince Albert, le futur roi. Le prince Albert avait 16 ans à l'époque et Jungbluth en avait 34. Cette proximité est le point de départ d'une amitié pour la vie. Jungbluth et le prince Albert ont fait de nombreux voyages ensemble. Ils ont voyagé dans toute la Belgique, mais aussi à l'étranger. notamment aux États-Unis en 1898.
Jungbluth est devenu colonel en 1899, major-général en 1903 et lieutenant-général en 1908.
De 1908 à 1910, Jungbluth a été brièvement gouverneur militaire de Namur .
En 1909, le prince Albert, devenu le roi Albert Ier, nomme Jungbluth chef d'état-major de l'armée. Jungbluth a occupé le poste de chef de cabinet pendant deux ans (1910-1912). Il a quitté ce poste sous la pression du gouvernement belge. Charles de Broqueville, chef du cabinet du roi et ministre de la guerre, souhaitait que l'état-major de l'armée belge soit sous le contrôle du gouvernement.
De Broqueville a réussi à retirer Jungbluth de l'état-major, avec l'aide du ministre de la Guerre de l'époque, Victor Michel. Le roi Albert Ier a immédiatement appelé Jungbluth, son ancien professeur, à son service personnel.

### À la cour royale
Jungbluth a été nommé chef de la Maison militaire (1912). Il n'a plus gêné le gouvernement en raison de son emploi à la cour royale. Il a occupé le poste de chef de la Maison militaire jusqu'à sa mort en 1930.
La Première Guerre mondiale éclate en 1914. De Broqueville reste ministre de la Guerre de Belgique tout au long de la Première Guerre mondiale. Pour des raisons peu claires, le ministre de Broqueville a pu séparer le roi Albert Ier et Jungbluth. Jungbluth résidait au Havre, avec le gouvernement belge, tandis que le roi Albert résidait à La Panne, en Belgique. La séparation entre les deux hommes était clairement souhaitée par De Broqueville et le Parti catholique. Ceux-ci craignaient l'ascendant de Jungbluth sur le roi dans la délicate situation de la guerre. En fait, Jungbluth a été exilé au Havre et son rôle était de représenter le roi Albert dans le gouvernement belge en exil.
Après la guerre, le rôle politique de Jungbluth est terminé. Il reste chef de la Maison militaire à titre honoraire pendant de nombreuses années.
Le général Jungbluth décède en 1930. Il est resté célibataire et a fait l'objet un service catholique funèbre à la cathédrale Saint-Michel et Gudule de Bruxelles.

### Décoration
- Grand cordon de l'ordre de Léopold (1923)[8].